# Pritchardia curicoensis
Pritchardia curicoensis är en tvåvingeart som beskrevs av Artigas 1970. Pritchardia curicoensis ingår i släktet Pritchardia och familjen rovflugor. Inga underarter finns listade i Catalogue of Life.